# Banks (Oregón)
Banks es una ciudad ubicada en el condado de Washington en el estado estadounidense de Oregón. En el año 2000 tenía una población de 1,435 habitantes y una densidad poblacional de 1,504.6 personas por km².

## Geografía
Banks se encuentra ubicada en las coordenadas 45°36′51″N 123°6′39″O / 45.61417, -123.11083.

## Demografía
Según la Oficina del Censo en 2000 los ingresos medios por hogar en la localidad eran de $57,500, y los ingresos medios por familia eran $61,932. Los hombres tenían unos ingresos medios de $42,330 frente a los $26,818 para las mujeres. La renta per cápita para la localidad era de $21,354. Alrededor del 3.2% de la población estaban por debajo del umbral de pobreza.